# Kyle Lafferty
Kyle Lafferty (Enniskillen, 16 september 1987) is een Noord-Iers voetballer die bij voorkeur als aanvaller speelt. Op 1 juli 2021 tekende Lafferty een contract bij het Cypriotische Anorthosis Famagusta.

## Clubcarrière

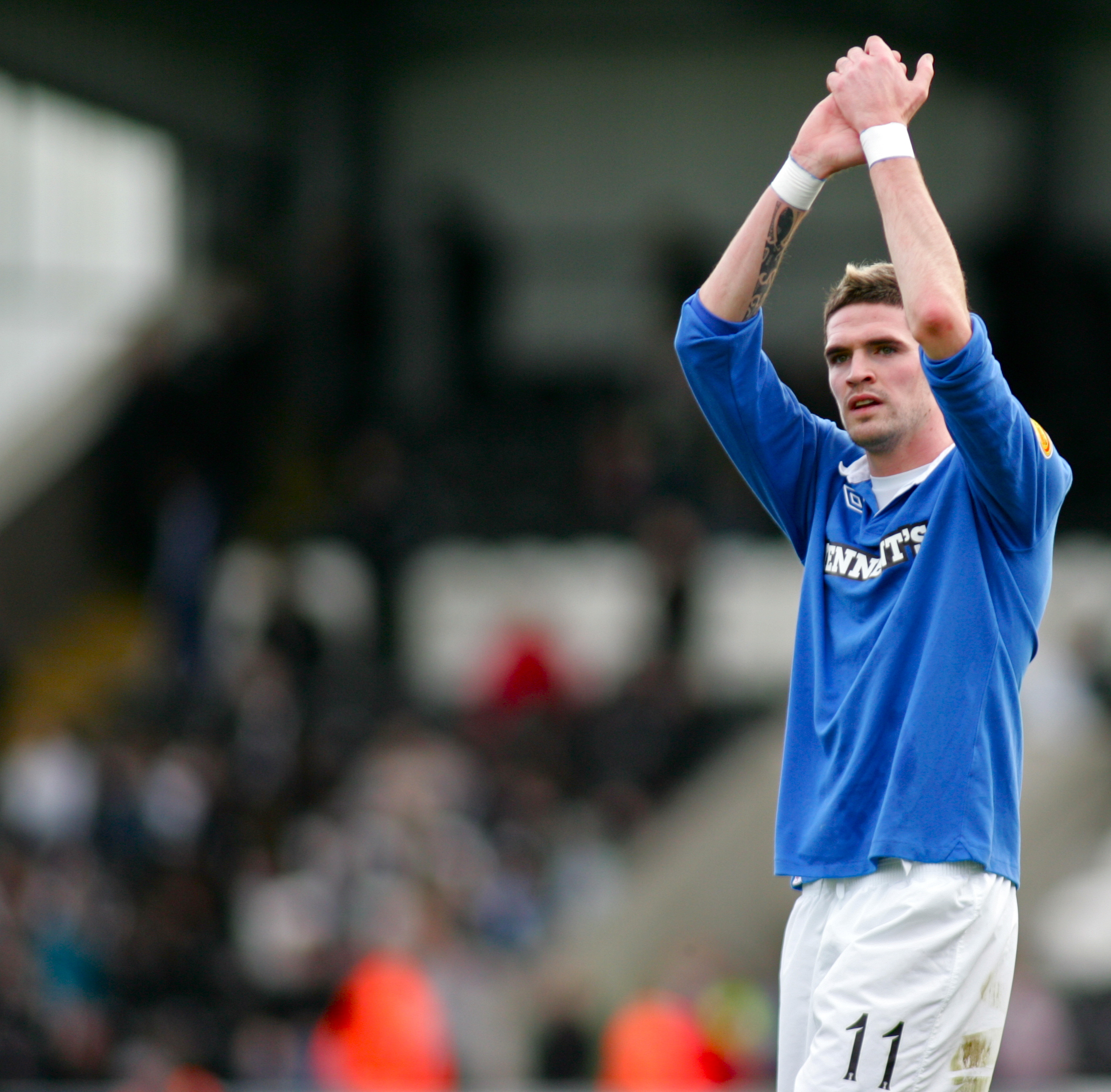
Lafferty, spelend voor Rangers FC in 2010

Lafferty kwam uit in de jeugd van Burnley FC en maakte daar ook zijn debuut in het betaald voetbal op 6 augustus 2005 in een met 2–1 verloren uitwedstrijd tegen Crewe Alexandra FC in de Championship. Nadat bleek dat hij nog weinig kans op speeltijd had, liet hij zich verhuren aan Darlington FC voor een jaar in januari 2006. Na zijn terugkeer bij Burnley scoorde hij voor het eerst, tegen Luton Town FC (1–1). Op 16 juni 2008 werd Lafferty verkocht aan de Schotse topclub Rangers FC. Hij maakte zijn debuut in een Champions League-kwalificatieplay-off tegen FBK Kaunas uit Litouwen. Zijn eerste doelpunt maakte hij in de competitie tegen Heart of Midlothian op 16 augustus 2008. Op 18 mei 2009 werd Lafferty beboet door zijn eigen club, omdat hij twee dagen ervoor in de wedstrijd tegen Aberdeen FC deed alsof hij een kopstoot kreeg van Charlie Mulgrew. Mulgrew kreeg rood en de Rangers wonnen de wedstrijd met 2–1, maar uit videobeelden bleek dat Lafferty niet geraakt werd. De Schotse voetbalbond deed er nog een schepje bovenop door de rode kaart te seponeren en Lafferty voor twee maanden te schorsen. Met Rangers behaalde hij drie opeenvolgende landskampioenschappen.
Op 30 juni 2012 tekende Lafferty een driejarig contract bij de Zwitserse club FC Sion. Ook dit ging niet zonder tumult; hij kon zijn debuut niet maken in de eerste wedstrijd van het nieuwe seizoen tegen Grasshoppers omdat de Schotse bond hem op verzoek van de eigenaar van de Rangers, Charles Green, geen goedkeuring voor de transfer gaf. Op 22 juli 2012 maakte Lafferty dan toch zijn debuut in een met 1–0 gewonnen wedstrijd tegen Servette FC. Zijn eerste doelpunt maakte hij een week later tegen FC Luzern (3–0). Na 25 gespeelde competitiewedstrijden in de Zwitserse competitie verhuisde Lafferty op 26 juni 2013 naar US Palermo, dat uitkwam in de Italiaanse Serie B. Met Palermo werd hij kampioen van de Serie B en promoveerde dus naar de Serie A. Op 27 juni 2014 tekende Lafferty een contract bij Norwich City FC, dat op dat moment uitkwam in de Championship. In 2015 werd hij verhuurd aan Çaykur Rizespor. Hij scoorde in een half jaar tweemaal voor de club. Na het seizoen keerde hij terug bij Norwich City, dat gepromoveerd was naar de Premier League. Op 24 maart 2016 werd Lafferty verhuurd aan Birmingham City FC in de Championship tot het einde van het lopende seizoen. Zijn eerste doelpunt voor Birmingham maakte hij in de uitwedstrijd tegen Brighton (2–1 verlies). In totaal speelde Lafferty zes duels voor Birmingham. In 2017 transfereerde Lafferty naar Heart of Midlothian FC, kortweg Hearts, in Schotland. Hij tekende een tweejarig contract. Hij maakte een goede indruk in de competitie, door dertien goals te scoren en kwam zo op de radar bij zijn oude club Rangers FC. In de zomer van 2018 tekende hij voor een tweede termijn voor de club uit Glasgow. Lafferty speelde in dit seizoen negentien wedstrijden. In augustus 2019 ging Lafferty naar Noorwegen, waar hij speelde bij Sarpsborg 08 FF, tot het einde van het seizoen, dat afliep in december 2019. In januari 2020 tekende hij voor een seizoen bij Sunderland AFC in de League One, het derde Engelse niveau. Hij speelde elf wedstrijden, maar vertrok bij de club na het aflopen van zijn contract. In juli 2020 vertrok Lafferty naar US Reggina 1914. In januari 2021 werd zijn contract met wederzijds goedkeuren ontbonden. Daarop tekende hij voor een half seizoen bij het Schotse Kilmarnock FC, waar hij zeer succesvol was en dertien doelpunten maakten in evenzoveel wedstrijden in alle competities. Desalniettemin degradeerde Lafferty met Kilmarnock naar het tweede niveau door verlies in de degradatieplay-offs tegen Dundee FC. Op 1 juli 2021 tekende Lafferty een contract bij Anorthosis Famagusta op Cyprus.

## Interlandcarrière
Lafferty speelde in het Noord-Iers voetbalelftal onder 17, onder 19 en onder 21. Hij werd voor het eerst opgeroepen in 2006 voor vriendschappelijke wedstrijden in de Verenigde Staten tegen Roemenië en Uruguay. Zijn eerste interlanddoelpunt maakte hij op 16 augustus 2006 in een oefeninterland tegen Finland. Na zijn eerste interlands in 2006 duurde het voor Lafferty tot 2014 om een vaste waarde in het nationaal elftal te worden. In het kwalificatietoernooi voor het Europees kampioenschap voetbal 2016 speelde hij in negen van de tien interlands, waarin hij zeven doelpunten maakte, waarvan twee in de met 2–1 gewonnen thuiswedstrijd tegen Finland. Met zijn zeven doelpunten eindigde Lafferty in de top 10 van doelpuntenmakers, een achterstand van zes op de Pool Robert Lewandowski (13). In mei 2016 werd hij opgenomen in de selectie van Noord-Ierland voor het Europees kampioenschap voetbal 2016 in Frankrijk, de eerste deelname van het land aan een EK. Noord-Ierland werd in de achtste finale uitgeschakeld door Wales (0–1), dat won door een eigen doelpunt van de Noord-Ierse verdediger Gareth McAuley.
| Interlanddoelpunten van Kyle Lafferty voor Noord-Ierland | Interlanddoelpunten van Kyle Lafferty voor Noord-Ierland | Interlanddoelpunten van Kyle Lafferty voor Noord-Ierland | Interlanddoelpunten van Kyle Lafferty voor Noord-Ierland | Interlanddoelpunten van Kyle Lafferty voor Noord-Ierland | Interlanddoelpunten van Kyle Lafferty voor Noord-Ierland |
| No.                                                      | Datum                                                    | Wedstrijd                                                | Score                                                    | Uitslag                                                  | Competitie                                               |
| Als speler bij Darlington                                | Als speler bij Darlington                                | Als speler bij Darlington                                | Als speler bij Darlington                                | Als speler bij Darlington                                | Als speler bij Darlington                                |
| -------------------------------------------------------- | -------------------------------------------------------- | -------------------------------------------------------- | -------------------------------------------------------- | -------------------------------------------------------- | -------------------------------------------------------- |
| 1.                                                       | 16 augustus 2006                                         | Finland – Noord-Ierland                                  | 0–2                                                      | 1–2                                                      | Vriendschappelijk                                        |
| Als speler bij Burnley                                   |                                                          |                                                          |                                                          |                                                          |                                                          |
| 2.                                                       | 22 augustus 2007                                         | Noord-Ierland – Liechtenstein                            | 3–1                                                      | 3–1                                                      | EK 2008 kwalificatie                                     |
| 3.                                                       | 17 oktober 2007                                          | Zweden – Noord-Ierland                                   | 1–1                                                      | 1–1                                                      | EK 2008 kwalificatie                                     |
| 4.                                                       | 26 maart 2008                                            | Noord-Ierland – Georgië                                  | 1–0                                                      | 4–1                                                      | Vriendschappelijk                                        |
| 5.                                                       | 26 maart 2008                                            | Noord-Ierland – Georgië                                  | 3–0                                                      | 4–1                                                      | Vriendschappelijk                                        |
| Als speler bij Rangers                                   |                                                          |                                                          |                                                          |                                                          |                                                          |
| 6.                                                       | 18 oktober 2008                                          | Noord-Ierland – San Marino                               | 3–0                                                      | 4–0                                                      | WK 2010 kwalificatie                                     |
| 7.                                                       | 5 september 2009                                         | Polen – Noord-Ierland                                    | 0–1                                                      | 1–1                                                      | WK 2010 kwalificatie                                     |
| 8.                                                       | 12 oktober 2010                                          | Faeröer – Noord-Ierland                                  | 1–1                                                      | 1–1                                                      | EK 2012 kwalificatie                                     |
| Als speler bij Sion                                      |                                                          |                                                          |                                                          |                                                          |                                                          |
| 9.                                                       | 22 augustus 2012                                         | Noord-Ierland – Finland                                  | 3–3                                                      | 3–3                                                      | Vriendschappelijk                                        |
| Als speler bij Norwich                                   |                                                          |                                                          |                                                          |                                                          |                                                          |
| 10.                                                      | 7 september 2014                                         | Hongarije – Noord-Ierland                                | 1–2                                                      | 1–2                                                      | EK 2016 kwalificatie                                     |
| 11.                                                      | 11 oktober 2014                                          | Noord-Ierland – Faeröer                                  | 2–0                                                      | 2–0                                                      | EK 2016 kwalificatie                                     |
| 12.                                                      | 14 oktober 2014                                          | Griekenland – Noord-Ierland                              | 0–2                                                      | 0–2                                                      | EK 2016 kwalificatie                                     |
| Als speler bij Rizespor                                  |                                                          |                                                          |                                                          |                                                          |                                                          |
| 13.                                                      | 29 maart 2015                                            | Noord-Ierland – Finland                                  | 1–0                                                      | 2–1                                                      | EK 2016 kwalificatie                                     |
| 14.                                                      | 29 maart 2015                                            | Noord-Ierland – Finland                                  | 2–0                                                      | 2–1                                                      | EK 2016 kwalificatie                                     |
| Als speler bij Norwich                                   |                                                          |                                                          |                                                          |                                                          |                                                          |
| 15.                                                      | 4 september 2015                                         | Faeröer – Noord-Ierland                                  | 1–3                                                      | 1–3                                                      | EK 2016 kwalificatie                                     |
| 16.                                                      | 7 september 2015                                         | Noord-Ierland – Hongarije                                | 1–1                                                      | 1–1                                                      | EK 2016 kwalificatie                                     |
| 17.                                                      | 27 mei 2016                                              | Noord-Ierland – Wit-Rusland                              | 1–0                                                      | 3–0                                                      | Vriendschappelijk                                        |
| 18.                                                      | 8 oktober 2015                                           | Noord-Ierland – San Marino                               | 2–0                                                      | 4–0                                                      | WK 2018 kwalificatie                                     |
| 19.                                                      | 8 oktober 2015                                           | Noord-Ierland – San Marino                               | 4–0                                                      | 4–0                                                      | WK 2018 kwalificatie                                     |
| 20.                                                      | 11 november 2016                                         | Noord-Ierland – Azerbeidzjan                             | 1–0                                                      | 4–0                                                      | WK 2018 kwalificatie                                     |

## Erelijst
| Competitie                       |                 |                           |                 |                 |
| Competitie                       | Aantal          | Jaren                     |                 |                 |
| Glasgow Rangers                  | Glasgow Rangers | Glasgow Rangers           | Glasgow Rangers | Glasgow Rangers |
| -------------------------------- | --------------- | ------------------------- | --------------- | --------------- |
| Kampioen Scottish Premier League | 3x              | 2008/09, 2009/10, 2010/11 |                 |                 |
| Scottish Cup                     | 1x              | 2008/09                   |                 |                 |
| Scottish League Cup              | 2x              | 2009/10, 2010/11          |                 |                 |
| US Palermo                       |                 |                           |                 |                 |
| Kampioen Serie B                 | 1x              | 2013/14                   |                 |                 |

## Privéleven
Lafferty was getrouwd met voormalig Miss United Kingdom Nicola Mimnagh. Ze hebben samen een zoon. In april 2014 scheidde het koppel.